# Ange Capuozzo

a Compétitions nationales et continentales officielles uniquement.

b Matchs officiels uniquement.
Dernière mise à jour le 28 octobre 2024.
Ange Capuozzo, né le 30 avril 1999 à Grenoble en France, est un joueur international italien de rugby à XV de nationalité franco-italienne, évoluant au poste d'arrière ou d'ailier au sein du Stade toulousain, en Top 14, depuis 2022.
Né et formé en France, Capuozzo commence sa carrière professionnelle en 2019 au FC Grenoble, où il se révèle notamment en terminant co-meilleur marqueur d'essai de Pro D2 de la saison 2020-2021.
Il remporte le championnat de France à trois reprises en 2023, 2024 et 2025 avec le Stade toulousain.

## Biographie

### Débuts rugbystiques
Ange Capuozzo naît le 30 avril 1999 à Grenoble,,,, en Isère, d'un père issu d'une famille originaire de Naples qui a émigré d'Italie après la Seconde Guerre mondiale et d'une mère franco-malgache, établis au Pont-de-Claix, commune de l'agglomération grenobloise.
Il commence le rugby à l'Union sportive Deux Ponts, au Pont-de-Claix, à l'âge de 5 ans,, puis rejoint le FC Grenoble en 2010, à 11 ans. Il y joue principalement au poste de demi de mêlée depuis les minimes (catégorie des moins de 15 ans),, même s'il a quelques expériences à d'autres postes, comme demi d'ouverture, ailier ou arrière,.

### FC Grenoble (2019-2022)
C'est le 18 mai 2019 au stade du Hameau, qu'Ange Capuozzo connaît sa première apparition au niveau professionnel, sous le maillot du FC Grenoble pendant un match de championnat de Top 14 face à la Section paloise. Remplaçant, il entre peu après l'heure de jeu, en remplacement de Jérémy Valençot.
Capuozzo est convoqué quelques jours plus tard avec l'équipe d'Italie des moins de 20 ans pour disputer le Championnat du monde junior de 2019, en Argentine. Alors qu'il évolue surtout au poste de demi de mêlée, c'est au poste d'arrière qu'il connaît ses premières titularisations sous le maillot national italien à cette occasion. Depuis lors, Ange Capuozzo explique que « quand [il est] revenu au club, [il était] devenu un arrière » et que sa carrière commençait là.
Ses deux premières titularisations avec le FC Grenoble, alors leader de la Pro D2, sont remarquées par la presse spécialisée, son entraîneur Stéphane Glas louant ses capacités de relance et son altruisme à ce poste où il est titularisé à la surprise générale.
Lors de sa première saison pleine au niveau professionnel, il joue à onze reprises en tant que titulaire, et deux fois remplaçant. Il marque son premier essai face à Rouen, avant de récidiver face à Aurillac quelques semaines plus tard.
Pour la saison 2020-2021, il termine meilleur marqueur du championnat avec 10 essais inscrits, à égalité avec Jean-Bernard Pujol et est élu dans l'équipe-type de la saison de Pro D2.
En mai 2022, il participe à un défi sur des ateliers de sprint face au All Blacks Caleb Clarke.[pertinence contestée]
Après la saison 2021-2022 et ses cinq premières sélections avec l'équipe d'Italie, il est de nouveau élu dans l'équipe-type de la saison de Pro D2.

### Stade toulousain (2022-)
Le 13 mai 2022, il s'engage avec le Stade toulousain pour trois saisons, jusqu'en 2025.
Le 20 novembre, il est élu révélation de l'année lors de la soirée des Prix World Rugby 2022.
Le 28 juin 2024, il est remplaçant en finale du Top 14, organisée exceptionnellement au Stade Vélodrome de Marseille, contre l'Union Bordeaux Bègles. Il entre en jeu à la 70e minute à la place de Juan Cruz Mallía. Les Toulousains l'emportent 59 à 3, plus large score de l'histoire en finale du championnat de France.

### Carrière internationale

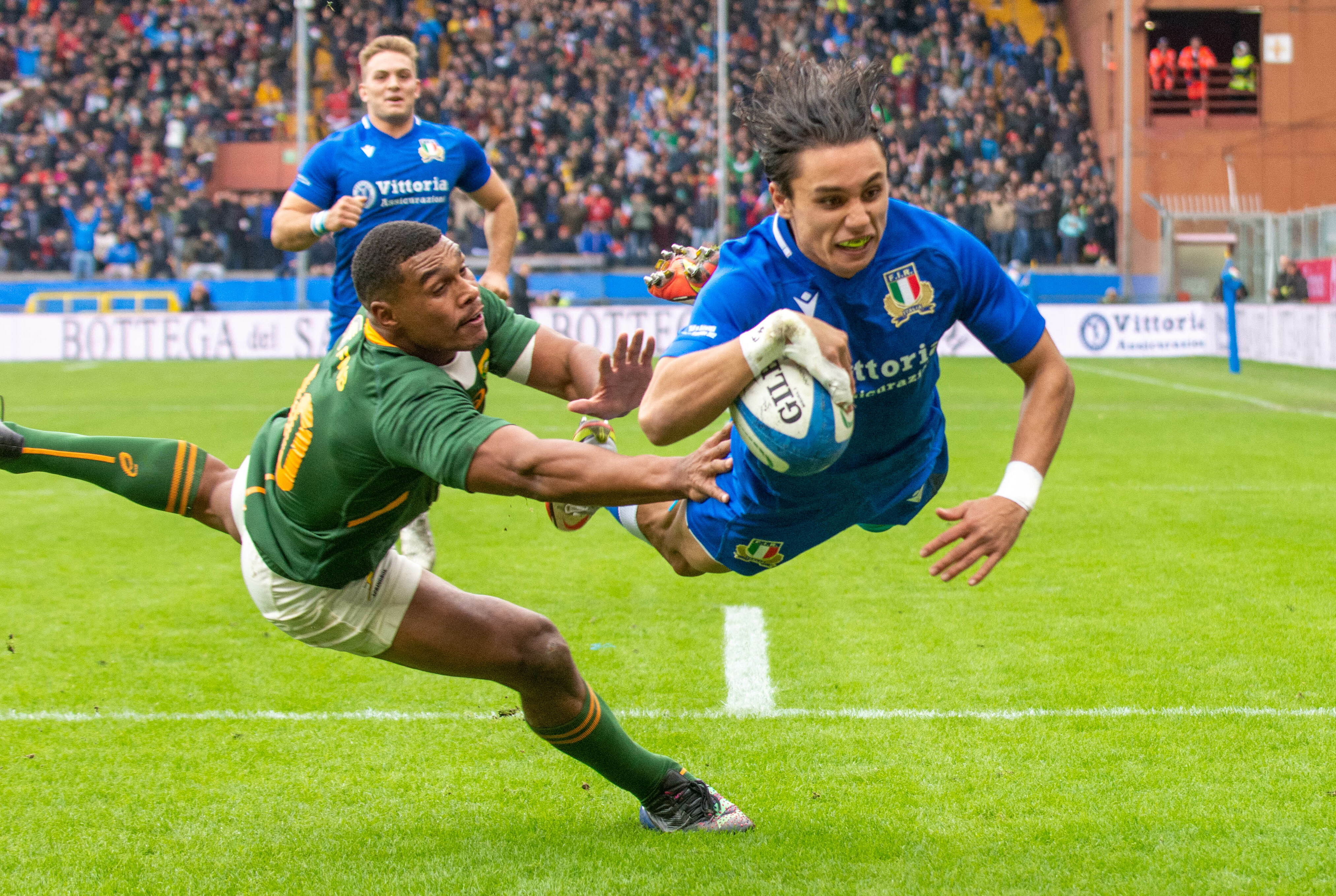
Ange Capuozzo sur le point d'aplatir un essai contre l'Afrique du Sud en 2022.

Au niveau international, bien que Français, Ange Capuozzo joue pour l'Italie, le pays d'origine de son père, dès les moins de 20 ans.
Le 14 octobre 2021, il est appelé par Alessandro Troncon pour intégrer l'équipe d'Italie A (en) pour laquelle il joue un match et marque un essai.
Le 12 mars 2022, il obtient sa première cape pour affronter l'Écosse au Stade olympique de Rome dans le cadre du Tournoi des Six Nations 2022. Dès son premier match, il inscrit un doublé en entrant à la mi-temps,. Une semaine plus tard, il est titularisé face au pays de Galles et permet à son équipe de s'imposer pour la première fois depuis 2015 dans le Tournoi des Six Nations grâce à une relance de plus de 60 mètres, conclue par un essai d'Edoardo Padovani après une passe altruiste de Capuozzo devant le dernier défenseur. À l'issue du match, le Gallois Josh Adams, désigné « homme du match » (avant le terme de la rencontre et l'essai de la victoire italien), lui propose de lui remettre sa médaille, estimant qu'elle devait lui revenir ; le joueur italien décline en se montrant très reconnaissant.
Le 12 novembre 2022, l'Italie affronte l'Australie qui se présente avec une équipe remaniée, et Capuozzo inscrit un doublé, participant ainsi pleinement à la première victoire de son équipe dans cette confrontation.
En mai 2023, il est sélectionné avec la Squadra Azzurra dans un groupe de 46 joueurs en vue de la Coupe du monde 2023, au cours de laquelle il est titulaire et se distingue notamment en marquant un essai face aux All Blacks, malgré une lourde défaite 96-17.
En janvier 2024, il est convoqué pour le Tournoi des Six Nations.

## Statistiques

### En club
| Saison                  | Saison                  | Championnat | Championnat | Championnat | Championnat | Compétitions de l'EPCR                               | Compétitions de l'EPCR                               | Compétitions de l'EPCR                               | Compétitions de l'EPCR                               |
| Saison                  | Saison                  | Compétition | M           | Pts         | Ess.        | Compétition                                          | M                                                    | Pts                                                  | Ess.                                                 |
| ----------------------- | ----------------------- | ----------- | ----------- | ----------- | ----------- | ---------------------------------------------------- | ---------------------------------------------------- | ---------------------------------------------------- | ---------------------------------------------------- |
| 2018-2019               | FC Grenoble             | Top 14      | 1           | -           | -           | Challenge européen                                   | -                                                    | -                                                    | -                                                    |
| 2019-2020               | FC Grenoble             | Pro D2      | 12          | 10          | 2           | Pas de qualification pour une compétition européenne | Pas de qualification pour une compétition européenne | Pas de qualification pour une compétition européenne | Pas de qualification pour une compétition européenne |
| 2020-2021               | FC Grenoble             | Pro D2      | 21          | 50          | 10          | Pas de qualification pour une compétition européenne | Pas de qualification pour une compétition européenne | Pas de qualification pour une compétition européenne | Pas de qualification pour une compétition européenne |
| 2021-2022               | FC Grenoble             | Pro D2      | 18          | 30          | 6           | Pas de qualification pour une compétition européenne | Pas de qualification pour une compétition européenne | Pas de qualification pour une compétition européenne | Pas de qualification pour une compétition européenne |
| Total FC Grenoble rugby | Total FC Grenoble rugby | Top 14      | 1           | -           | -           | Challenge européen                                   | -                                                    | -                                                    | -                                                    |
| Total FC Grenoble rugby | Total FC Grenoble rugby | Pro D2      | 51          | 90          | 18          | Challenge européen                                   | -                                                    | -                                                    | -                                                    |
| 2022-2023               | Stade toulousain        | Top 14      | 9           | 20          | 4           | Champions Cup                                        | 2                                                    | -                                                    | -                                                    |
| 2023-2024               | Stade toulousain        | Top 14      | 12          | 30          | 6           | Champions Cup                                        | 1                                                    | -                                                    | -                                                    |
| 2024-2025               | Stade toulousain        | Top 14      | 15          | 45          | 9           | Champions Cup                                        | 4                                                    | 25                                                   | 5                                                    |
| Total Stade toulousain  | Total Stade toulousain  | Top 14      | 36          | 95          | 19          | Champions Cup                                        | 7                                                    | 25                                                   | 5                                                    |

### En sélection
| Année | Compétition    | Matchs | Points | Essais |
| ----- | -------------- | ------ | ------ | ------ |
| 2022  | Six Nations    | 2      | 10     | 2      |
| 2022  | Test matchs    | 5      | 15     | 3      |
| 2023  | Six Nations    | 3      | 5      | 1      |
| 2023  | Test matchs    | 2      | 10     | 2      |
| 2023  | Coupe du monde | 4      | 10     | 2      |
| 2024  | Six Nations    | 3      | 5      | 1      |
| Total | Total          | 19     | 55     | 11     |

| Numéro | Date              | Lieu                                                 | Adversaire       | Compétition         | Résultat | Score |
| ------ | ----------------- | ---------------------------------------------------- | ---------------- | ------------------- | -------- | ----- |
| 1      | 12 mars 2022      | Stadio Olimpico, Rome                                | Écosse           | Six Nations 2022    | Défaite  | 22-33 |
| 2      | 12 mars 2022      | Stadio Olimpico, Rome                                | Écosse           | Six Nations 2022    | Défaite  | 22-33 |
| 3      | 12 novembre 2022  | Stade Artemio-Franchi, Florence                      | Australie        | Test matchs         | Victoire | 28-27 |
| 4      | 12 novembre 2022  | Stade Artemio-Franchi, Florence                      | Australie        | Test matchs         | Victoire | 28-27 |
| 5      | 19 novembre 2022  | Stade Luigi-Ferraris, Gênes                          | Afrique du Sud   | Test matchs         | Défaite  | 21-63 |
| 6      | 5 février 2023    | Stadio Olimpico, Rome                                | France           | Six Nations 2023    | Défaite  | 24-29 |
| 7      | 19 août 2023      | Stadio Riviera delle Palme, San Benedetto del Tronto | Roumanie         | Test matchs         | Victoire | 57-7  |
| 8      | 19 août 2023      | Stadio Riviera delle Palme, San Benedetto del Tronto | Roumanie         | Test matchs         | Victoire | 57-7  |
| 9      | 9 septembre 2023  | Stade Geoffroy-Guichard, Saint-Étienne               | Namibie          | Coupe du monde 2023 | Victoire | 52-8  |
| 10     | 29 septembre 2023 | Groupama Stadium, Lyon                               | Nouvelle-Zélande | Coupe du monde 2023 | Défaite  | 96-17 |
| 11     | 25 février 2024   | Stade Pierre-Mauroy, Villeneuve-d'Ascq               | France           | Six Nations 2024    | Nul      | 13-13 |

## Palmarès

### En club
- Stade toulousain
  - Vainqueur du Championnat de France en 2023, 2024 et 2025[N 1]

### En sélection nationale

#### Tournoi des Six Nations
| Édition          | Rang | Résultats Italie | Résultats Capuozzo | Matchs Capuozzo |
| ---------------- | ---- | ---------------- | ------------------ | --------------- |
| Six Nations 2022 | 6    | 1 v, 0 n, 4 d    | 1 v, 0 n, 1 d      | 2/5             |
| Six Nations 2023 | 6    | 0 v, 0 n, 5 d    | 0 v, 0 n, 3 d      | 3/5             |
| Six Nations 2024 | 5    | 2 v, 1 n, 2 d    | 1 v, 1 n, 1 d      | 3/5             |
| Six Nations 2025 | 5    | 1 v, 0 n, 4 d    | 1 v, 0 n, 4 d      | 5/5             |

Légende : v = victoire ; n = match nul ; d = défaite ; la ligne est en gras quand il y a Grand Chelem.

### Distinctions personnelles
- Révélation de l'année 2022 aux prix World Rugby.